# متنزه بافالو هاربور الحكومي
متنزه بوفالو هاربور، هو متنزه على مساحة 190 بدان (0.77Km^2) وهو متنزّه حكومي المارينا على شاطئ بحيرة إيري في مدينة بوفالو في مقاطعة إيري، نيويورك. الحديقة تشمل شاطئ غالاغر، يقع ميناء القوارب الصغيرة لهيئة النقل الحدودي نياجرا بين الشاطئ وارض الواجهة البحرية

## تاريخ
تم إنشاء متنزه بوفالو هاربور في عام 2014 من جزءًا من نقل أكبر من 340 فدان (1.4 km^2) من الأراضي من سلطة نقل حدود نياغارا إلى شركة إمباير الحكومية للتنمية كان من المقرر أن يتولى مكتب نيويورك للحدائق والترويج والحفظ التاريخي عمليات الحديقة في نوفمبر 2014.
ويشكل إنشاء حديقة جديدة بقيمة 15 مليون دولار جزءً من مبادرة شاملة لتنشيط ميناء بوفالو الخارجي
تم افتتاح الحديقة رسميًا للعامة في 24 مايو 2015. على الرغم من أن زوار السنة الأولى أشادوا بملعب الحديقة الحديث أعرب بعض حاملين الضغينة للمارينا عن استيائهم من مشغل المارينا الجديد، وهي شركة خاصة من ولاية تينيسي.
المرحلة الثانية من تحسينات المتنزّه، ويضم 3.76 مليون دولار في شكل تحسينات لكسر الجدار وتحسينات لميناء الحديقة، تم الإعلان عنه في نوفمبر 2015. وتدعو الخطط إلى تركيب ممر ممهد ومسار للدراجات للوصول إلى الحاجز، بالإضافة إلى تحسين الإضاءة ومنصة صيد جديدة. من المقرر الإنتهاء من التحسينات بحلول خريف 2016.

## مرافق الحديقة
تحتوي الحديقة على 1000 مرسى، وإطلاق القوارب، ومحطة لتنظيف الأسماك، وملعب بطابع بحري، وأجنحة للنزهات، ومطعم. يتوفر الشاطئ أيضاً، ولكن لا يُسمح بالسباحة إعتباراً من عام 2015. تم الإعلان عن تأجير قوارب الكاياك وتحسينات لمطعم الحديقة، بما في ذلك إضافة فناء بمساحة 1800 قدم مربع ( 170 متر مربع )، في عام 2016.

## روابط خارجية
- متنزهات ولاية نيويورك: بوفالو هاربور ستيت بارك